# カタリナ・オサドチュク
カタリナ・オサドチュク（Katarina Osadchuk、1991年11月18日 - ）は、ウクライナ出身でオーストラリアに帰化した女子バレーボール選手。ポジションはミドルブロッカー。オーストラリア代表。

## 来歴
- クラブチーム

ウクライナリヴィウ出身。クロアチアで育った。2010年、トンプソンリバーズ大学へ進学。卒業後はスウェーデンのÖrebro VBSへ入団し、1年間プレーした。2014年、ポーランドのZawisza Sulechówへ移籍し、1年間プレーした。2015年、ŁKSコマースコン・ウッチへ移籍し、同チームのトップリーグ昇格に貢献した。2017年7月、ドイツのVfB Suhl LOTTO Thüringenへ移籍することが発表され、2017/18シーズンのブンデスリーガに出場した。2018/19シーズンはポーランドのAZS Politechnika Śląska Gliwiceでプレーした。2020年8月、ポーランドのŁKSコマースコン・ウッチと再び契約を結び、2020/21シーズンのタウロンリーガでは3位となった。2021年5月に同チームを退団し、同年9月にKS BAS Kombinat Budowlany Białystokへ加入し、2年間プレーした。2023/24シーズンはフランスのQuimper Volley 29でプレーした。2024/25シーズンはモンテネグロのOK Herceg Noviへ移籍した。
- 代表チーム

アンダーカテゴリーの代表として2008年、U-19アジア選手権に出場。2013年、シニア代表に初選出され、同年のアジア選手権でデビューした。2014年、ワールドグランプリに出場した。2015年、アジア選手権に出場した。2017年、ワールドグランプリに出場した。2018年、チャレンジャーカップに出場した。

## 球歴
- アジア選手権 - 2013年、2015年
- ワールドグランプリ - 2014年、2015年、2017年
- チャレンジャーカップ - 2018年

## 所属クラブ
- トンプソンリバーズ大学（2010-2013年）
- Örebro VBS（2013-2014年）
- Zawisza Sulechów（2014-2015年）
- ŁKSコマースコン・ウッチ（2015-2017年）
- VfB Suhl LOTTO Thüringen（2017-2018年）
- AZS Politechnika Śląska Gliwice（2018-2019年）
- WTS Solna Wieliczka（2019-2020年）
- ŁKSコマースコン・ウッチ（2020-2021年）
- KS BAS Kombinat Budowlany Białystok（2021-2023年）
- Quimper Volley 29（2023-2024年）
- OK Herceg Novi（2024-）